# Stxaslíve
Stxaslíve (en (ucraïnès): Щасливе, en rus: Счастливое) és un poble de la República Autònoma de Crimea, a Ucraïna, que el 2019 tenia 348 habitants. Pertany al districte de Bakhtxissarai. Fins al 1945 la vila es deia Biiük-Ozenbaix.